# GERIC
GERIC (pour, Groupement pour l’Étude et la Réalisation d'Installations Commerciales) est un centre commercial indépendant ouvert le 2 septembre 1971 dans la zone industrielle et commerciale du Linkling, à Thionville en Moselle.

## Description
GERIC a ouvert le 2 septembre 1971. Johnny Hallyday était invité à se produire pour cette inauguration[pertinence contestée].
Cet ensemble commercial a été conçu par Maurice Guth avec son équipe[réf. nécessaire]. Roger Schott fut l’architecte coordinateur de l’ouvrage. Certaines conceptions étaient nouvelles à l’époque[réf. souhaitée], l’ossature et notamment la charpente tridimensionnelle, permettant de longues portées pour éviter les poteaux ainsi que le réseau d’extinction automatique « sprinkler » pour éteindre un éventuel départ d’incendie. Quelques commerces avaient sous leurs exploitations des caves entièrement enterrées (Fleuriste, bar central) alors que la cafétéria n’était surélevée que d’un ½ niveau pour permettre l’installation des sanitaires au sous-sol ainsi que des locaux de service du restaurant[pertinence contestée]. Le self-service du restaurant cafétéria était également une première[réf. souhaitée] pour le grand public.
À son ouverture, GERIC était un grand hypermarché réunissant 62 commerçants indépendants. Beaucoup de commerçants de l'époque du centre-ville de Thionville n’y croyaient pas, à ce point qu’il fallut aller chercher des acteurs dans d’autres communes.
C'est en 1995 que GERIC devient un centre commercial[Quoi ?] avec 70 boutiques. On[Qui ?] note l'arrivée d'un hypermarché Carrefour en remplacement d'un Continent. Après plusieurs projets d'agrandissements en 2000, 2003, 2004 et 2014, le centre commercial GERIC compte aujourd'hui[Quand ?] 110 boutiques. Le 30 septembre 2015, le centre commercial est racheté par Carrefour.